# Michał Borch

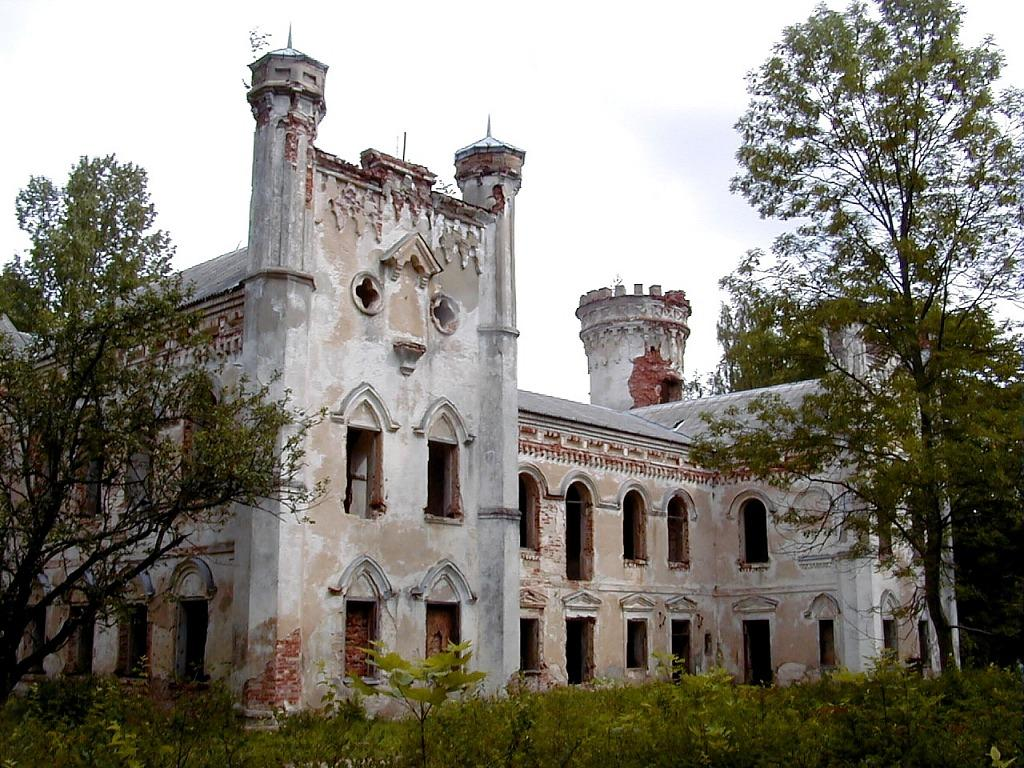
Ruiny pałacu Borchów w Prele

Michał Borch (ur. 11 stycznia 1806 w Inflantach Polskich, zm. 12 października 1881 w Prelach) – tłumacz literatury polskiej, pisarz i bibliofil, marszałek guberni witebskiej.

## Życiorys
Urodził się 11 stycznia 1806 w rodzinie hrabiowskiej Józefa Borcha herbu Trzy Kawki i żony jego Anny z d. Bohomolec. Była to zasłużona rodzina szlachecka, jego dziadkiem był Jan Borch kanclerz wielki koronny, stryjem zaś Michał Jan.
Był właścicielem dużego zbioru książek, zwłaszcza poświęconych historii i tematyce regionalnej. Publikował w latach 1842-1845 w czasopiśmie Kazimierza Bujnickiego "Rubon" swoje prace.
W 1850 został wybrany na marszałka guberni witebskiej i przeniósł się ze swojego rodzinnego Prele do Witebska. W 1852 stracił stanowisko i został zesłany do Jarosławia.
Następnie przez pewien okres mieszkał w Rydze. Żonaty był ze swoją kuzynką Marią z Korsaków, z którą miał czworo dzieci: Marię, Euzebiusza, Teklę i Stefanię. Zmarł dnia 12 października 1881 w swojej posiadłości w Prelach.

## Publikacje
- Żywot Przedzisławy, księżny Połockiej, Petersburg 1844,
- Dwa słówka o Dźwinie Wilno 1843,
- Sny Ducha Wilno 1856,
- Farys A.Mickiewicza, tłumaczenie na jęz. francuski,
- La Sainte Famille, poeme traduit du polonis Józefa Bohdana Zaleskiego, tłumaczenie.